# Віреон великодзьобий
Віреон великодзьобий (Vireo magister) — вид горобцеподібних птахів родини віреонових (Vireonidae).

## Поширення
Вид поширений на півострові Юкатан в Мексиці і Белізі, а також на прилеглих островах Мексики, Белізу і Гондурасу, а також на Кайманових островах. Є один документований запис у Техасі. Його переважне місце проживання — сухі ліси та тропічні та субтропічні вологі чагарники.

## Опис
Тісно пов'язаний з червонооким віреоном, алейого оперення в цілому тьмяніше. Тіло завдовжки 14,5–15,5 см. Має міцний, гачкуватий дзьоб сірого кольору, блідіший біля основи. Широка біла брова контрастує з тьмяною сірою короною. Через каре око проходить широка темна смуга. Верхня частина тіла тьмяно-оливково-сіра. Горло і низ білуваті. Крила і хвіст темні з оливково-зеленими краями. Ноги і стопи сірувато-блакитні.

## Підвиди
Включає чотири підвиди:
- Vireo magister magister (Baird, 1871) — південно-східна Мексика (штат Кінтана-Роо, включаючи острови Мухерес і Косумель) і Беліз..
- Vireo magister decoloratus (Phillips, AR), 1991 — офшорні острови Белізу (Амбергріс-Кей на південь до островів Турнеффе).
- Vireo magister stilesi (Phillips, AR), 1991 — Риф Гловера (Беліз) і острови Бей (північне узбережжя Гондурасу).
- Vireo magister caymanensis Cory, 1887 — острів Великий Кайман.